# Gongdukpa
Gongdukpa, neveliki narod iz skupine Tibetanaca koji živi u nekoliko sela u istočnom Butanu u distriktu Mongar. Jezično i etnički pripadaju užoj grupi pravih Tibetanaca. Sami sebe nazivaju Gongdukpa a svoj jezik Gongdukpa ’Ang (ili gongdukpa jezik). Njihova populacija iznosi oko 2.700, oko 2.000 govornika (1993 Van Driem).
Sela: Daksa (u ethnologue Dagsa), Damkhar, Pangthang, Pam, Yangbāri (Yangbari), B’ala (Bala).